# Cardo (företag)
Cardo AB är ett svenskt industriföretag, som tillverkar industriportar, logistiksystem, pumpar, avloppsreningsteknik samt system för massa- och pappersindustri. Cardo hade en omsättning på omkring 9,5 miljarder kronor och omkring 6 000 anställda (2007) i ett 30-tal länder. Dess försäljning sker till cirka 85 % Europa. VD är Peter Aru. Företaget fokuserar på att öka försäljningen av eftermarknad och servicetjänster. Verksamheten bedrivs i affärsenheterna Door & Logistics Solutions, Wastewater Technology Solutions, Pulp & Paper Solutions samt Garage Doors.

## Historik
Bolaget har sitt ursprung dels i börsbolaget Wilh. Sonesson AB, i vilket pumpverksamheten etablerades redan 1918, dels i det investmentbolag som Svenska Sockerfabriks AB grundade 1968 med namnet AB Cardo.
1986 förvärvade Volvo både Wilh. Sonesson AB, med de verksamheter som nu utgör affärsområdena Door, Pump och Rail, och Cardo i vilket Sockerbolaget, Weibulls och Hilleshög samt en större aktieportfölj ingick.
Volvo behöll AB Cardos livsmedelsverksamheter som en del av den egna koncernen. Huvuddelen av Wilh. Sonessons industriverksamhet samt aktieportföljen lades i det nya Investment AB Cardo, i vilket Volvo kvarstod som största ägare. Investment AB Cardo förvärvade 1988 aktiemajoriteten i Gambro.
År 1994 förvärvade Incentive, då inom Wallenbergsfären, Volvos aktieinnehav i Cardo. Incentive ökade den industriella delen med affärsområdena Door, Pump och Rail och börsintroducearde verksamheten under namnet Cardo AB på Stockholmsbörsen i februari 1995. Affärsområdet Rail avyttrades 2002 till private equity-bolaget Vestar Capital Partners.
Cardos dominerande ägare var till årsskiftet 2010/11 L E Lundbergföretagen. I december 2010 köpte Assa Abloy aktiemajoriteten och lade ett bud på resterande aktier.
2005 inleddes ett förändringsarbete för att omskapa Cardo som en operativ koncern huvudsakligen inriktad mot industriella kunder. Verksamheten indelades enligt kundsegment i de tre industriella divisionerna Door & Logistics Solutions, Wastewater Technology Solutions och Pulp & Paper Solutions samt divisionen Residential Garage Doors som vänder sig till konsumentmarknaden.